# 금속할로겐화물등

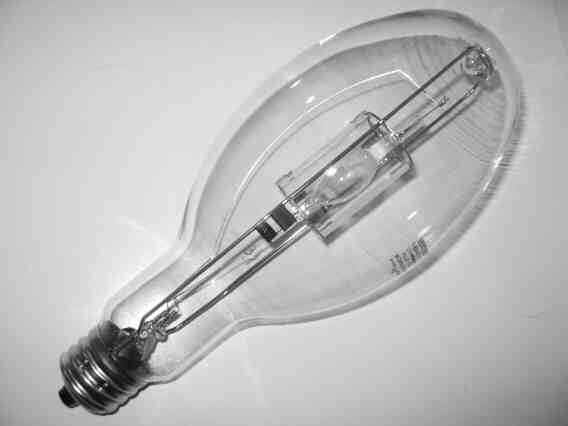

금속할로겐화물등 또는 메탈 핼라이드 램프(metal-halide lamp)는 기화된 수은과 메탈 핼라이드(금속과 브롬 또는 요오드의 화합물)의 가스 혼합물을 통해 전기 아크로 빛을 생성하는 전기 램프이다. 고강도 방전(HID) 가스 방전 램프의 일종이다. 1960년대에 개발된 이 램프는 수은등와 유사하지만 석영 아크 튜브에 금속 할로겐화물 화합물이 추가로 포함되어 있어 빛의 효율성과 연색성이 향상된다. 가장 일반적으로 사용되는 할로겐화 금속 화합물은 요오드화 나트륨이다. 아크관이 작동 온도에 도달하면 나트륨이 요오드에서 해리되어 금속이 이온화됨에 따라 나트륨 D 선의 램프 스펙트럼에 주황색과 빨간색이 추가된다. 그 결과, 메탈 핼라이드 램프는 와트당 약 75~100루멘의 높은 발광 효율을 가지며, 이는 수은등의 약 2배, 백열등의 3~5배에 달하며 강렬한 백색광을 생성한다. 램프 수명은 6,000~15,000시간이다. 높은 CRI 백색광의 가장 효율적인 광원 중 하나인 금속 할로겐화물은 2005년 현재 조명 산업에서 가장 빠르게 성장하는 부문이었다. 이 제품은 주차장, 스포츠 경기장, 공장, 소매점 등 상업, 산업 및 공공 장소의 광역 천장 조명은 물론 주거용 보안 조명, 자동차 헤드램프(일반적으로 "제논 헤드라이트"로 호칭), 실내 대마초 재배 사업에 사용된다.
램프는 생성된 자외선을 필터링하는 코팅이 있는 더 큰 유리 전구 내부에 둘러싸여 있는 가스와 아크를 포함하는 작은 융합 석영 또는 세라믹 아크 튜브로 구성된다. 이 장치는 4~20기압 사이의 압력에서 작동하며 안전하게 작동하려면 특수 고정 장치와 전기 안정기가 필요하다. 금속 원자는 대부분의 광 출력을 생성한다. 최대 조명 출력에 도달하려면 몇 분의 예열 시간이 필요하다.

## 같이 보기
- 호광등
- 수은등
- 나트륨등
- 네온등
- 찰스 프로테우스 스타인메츠

## 참고 문헌
- Waymouth, John (1971). 《Electric Discharge Lamps》. Cambridge, MA: The M.I.T. Press. ISBN 978-0-262-23048-3.
- Raymond Kane, Heinz Sell Revolution in lamps: a chronicle of 50 years of progress (2nd ed.), The Fairmont Press, Inc. 2001 ISBN 0-88173-378-4